# ウナズキヘリコニア

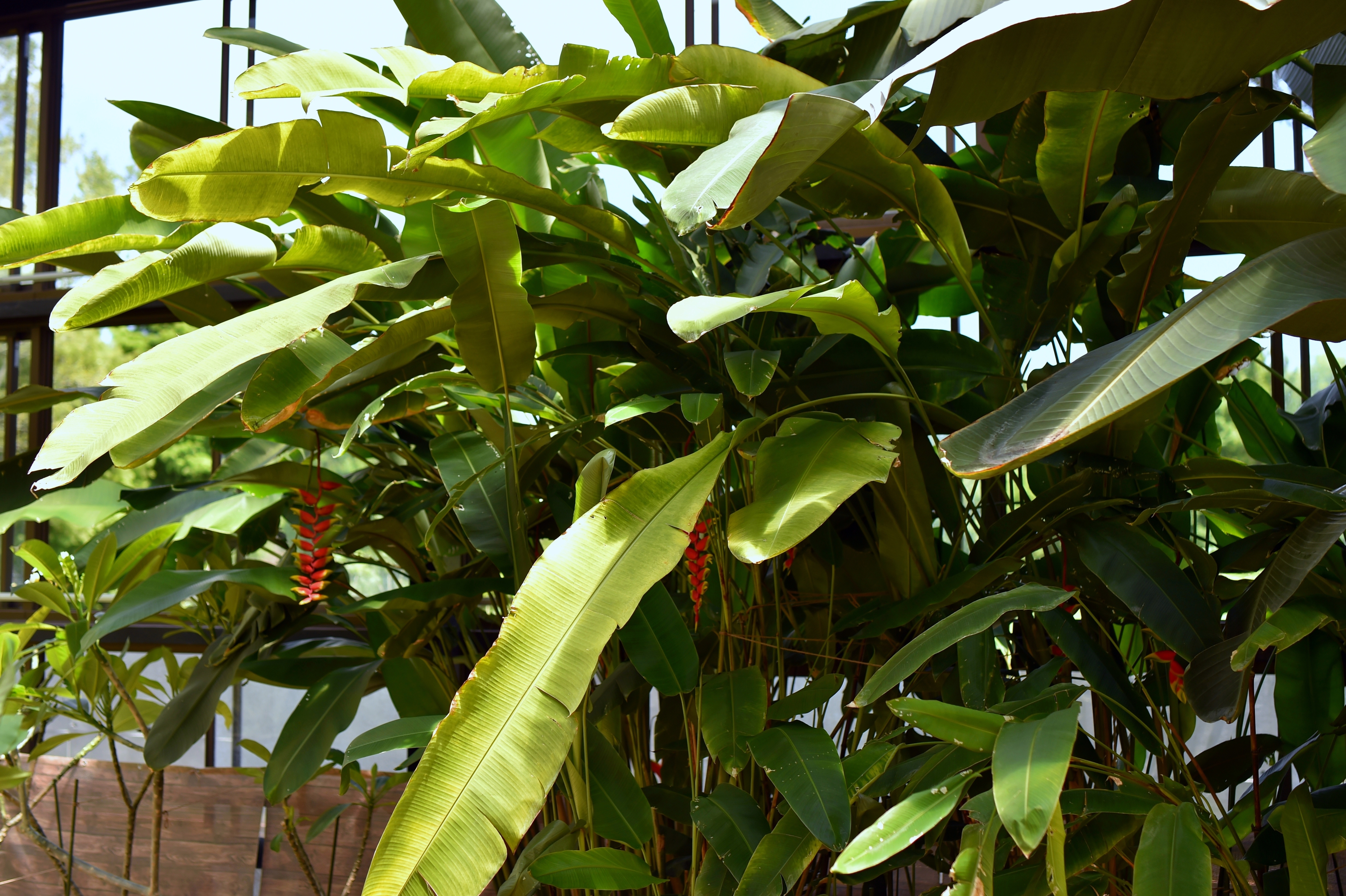
ヘリコニア・ロストラタ（水戸市植物公園）

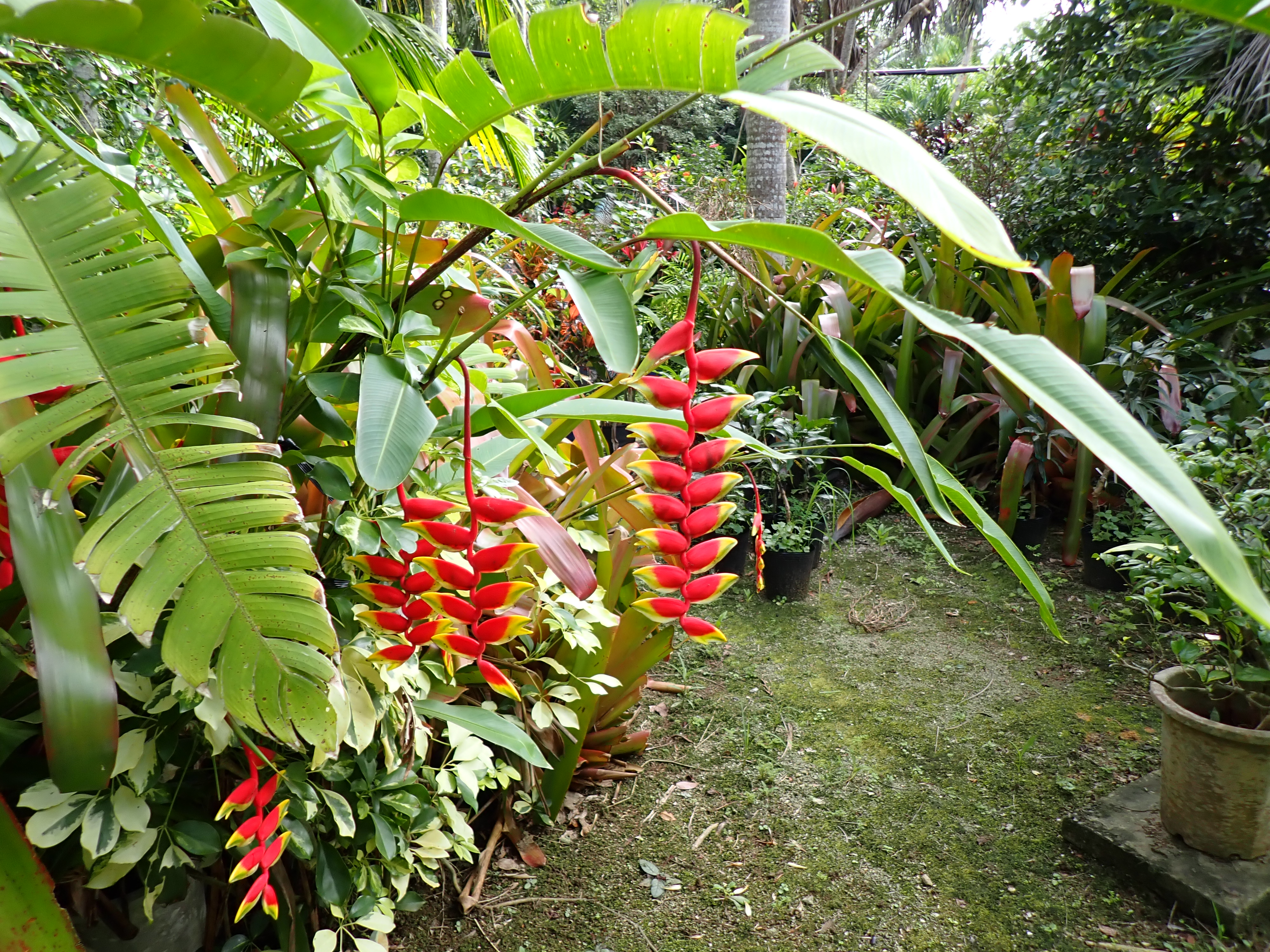
ウナズキヘリコニアの花（2024年6月 沖縄県石垣市 植栽）

ウナズキヘリコニア（学名：Heliconia rostrata）はオウムバナ科オウムバナ属の大型の多年草。旧バショウ科。

## 特徴
偽茎は高さ2–3 mほどで、原産地では最大6 mに達するとされる。葉は長さ60–120 cm、幅15–25 cm。オウムバナ属は花序が上向きの種が多いが、本種は30 cmの花序がぶら下がる。各花苞は長さ10–12 cm、赤、黄、黄緑色からなるカニのハサミに似た形状で、本来の花は花苞の中にあるが目立たない。花期は通年だが夏～秋に開花が多い。

## 分布と生育環境
中南米（ペルー、エクアドル）の熱帯アメリカ原産。

## 利用
温室、庭園、公園用。高温多湿を好む。夏季の生長期間中は水切れのないよう十分灌水する。半日陰を好むため夏季は遮光が必要。繁殖は株分けによる。